# Estado de Níger
El estado de Níger es uno de los treinta y seis estados pertenecientes a la República Federal de Nigeria.

## Localidades con población superior a 100.000 habitantes en marzo de 2016
- Agaie 185,600
- Agwara 80,600
- Bida 260,700
- Borgu 242,800
- Bosso 208,100
- Chanchaga 284,000
- Edati 224,500
- Gbako 178,200
- Gurara 127,700
- Katcha 169,800
- Kontagora 213,500
- Lapai 164,400
- Lavun 294,700
- Magama 255,000
- Mariga 280,400
- Mashegu 302,300
- Mokwa 341,200
- Muya 145,400
- Paikoro 222,200
- Rafi 261,500
- Rijau 247,600
- Shiroro 331,100
- Suleja 302,200
- Tafa 117,800
- Wushishi 114,900

## Territorio y población
El estado de Níger es poseedor de una extensión de territorio que abarca una superficie compuesta por unos 76.363 km² kilómetros cuadrados. La población se eleva a la cifra de 4.260.496 personas (datos del censo del año 2007). La densidad poblacional es de 55,8 habitantes por cada kilómetro cuadrado de esta división administrativa.